# Mikalaj Aljakszandravics Lukasenka
Mikalaj Aljakszandravics Lukasenka (belaruszul: Мікалай Аляксандравіч Лукашэнка; oroszul: Николай Александрович Лукашенко; Minszk, 2004. augusztus 31. –) Aljakszandr Rihoravics Lukasenka fehérorosz elnök harmadik fia.

## Származása és családja

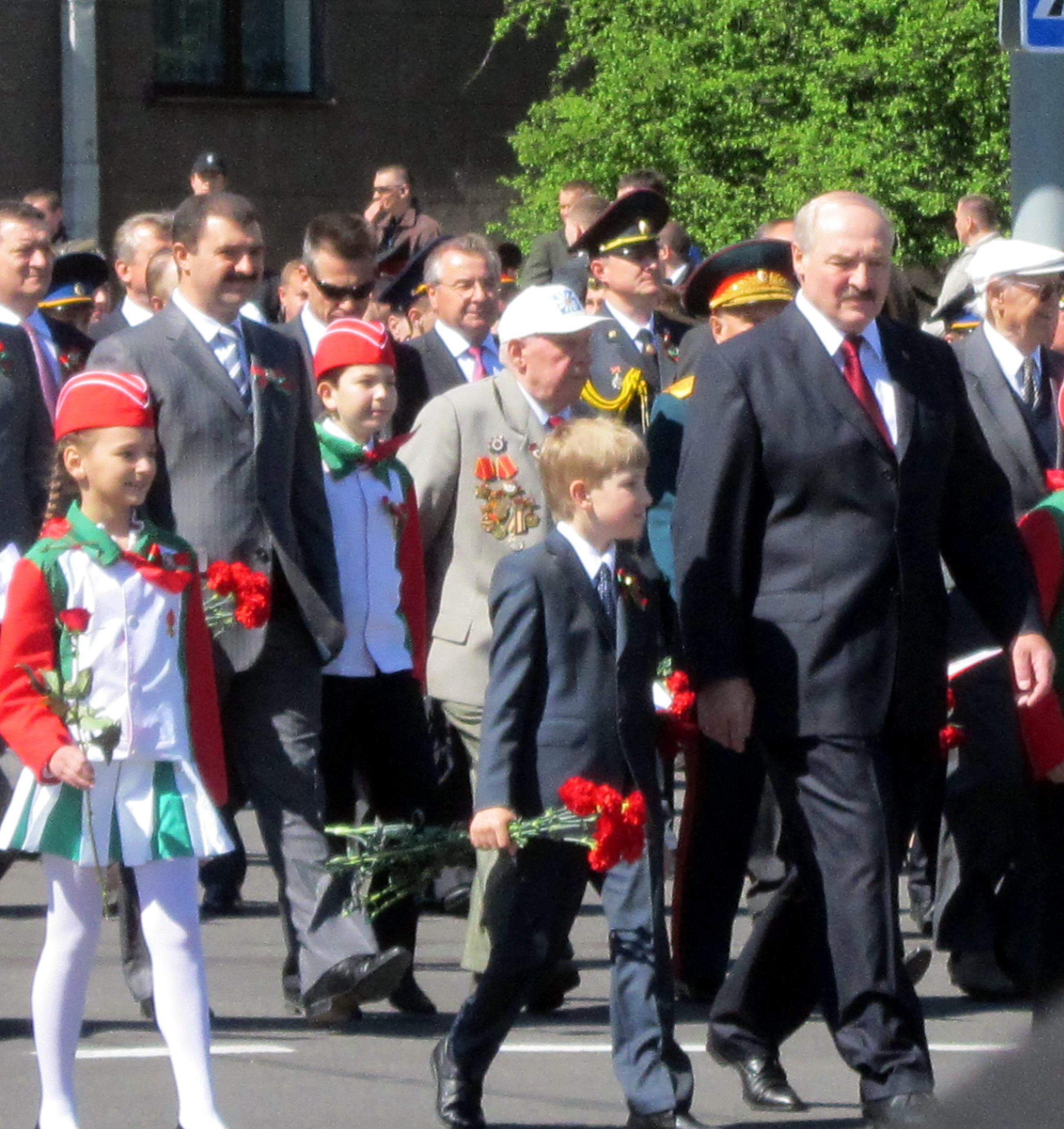
Mikalaj az apjával 2012-ben

Mikalaj édesanyjának kilétéről nem érkezett hivatalos kommentár. Egy elterjedt pletyka szerint azonban az édesanyja Irina Abelszkaja, Aljakszandr Lukasenka egykori személyi orvosa.  Bár az elnök hivatalosan továbbra is házas maradt feleségével, Galina Lukasenkával, a házaspár az elmúlt három évtizedben nem élt együtt, és nem is látták őket együtt.
Mikalajnak két féltestvére van apai ágon Aljakszandr oldalán és egy (feltételezett) féltestvére anyai ágon, Dzmitrij Jauhienavicz Abielski. Egy 2016-os interjúban Irina mintha burkoltan Mikalajra utalt volna, amikor megkérdezték tőle, hogy szeretné-e, ha "legkisebb fia" orvos lenne, hiszen orvoscsaládból származik. A nő azt válaszolta, hogy azt szeretné, hogy fia:
[...] tanuljon, válasszon egy érdekes hivatást, szeresse és élvezze a munkáját, és szerezzen sok örömöt és hasznot másoknak.
Mikalaj Lukasenka 2011-ben lépett be az Asztrasicki Haradok-i középiskolába. 2020-ban belépett a Belorusz Állami Egyetem Líceumába. 2020 augusztusában később, a hírek szerint Mikalaj Lukasenka kivált a Líceumból, és átkerült a Moszkvai Állami Egyetem egyik gimnáziumába.

## Közélet

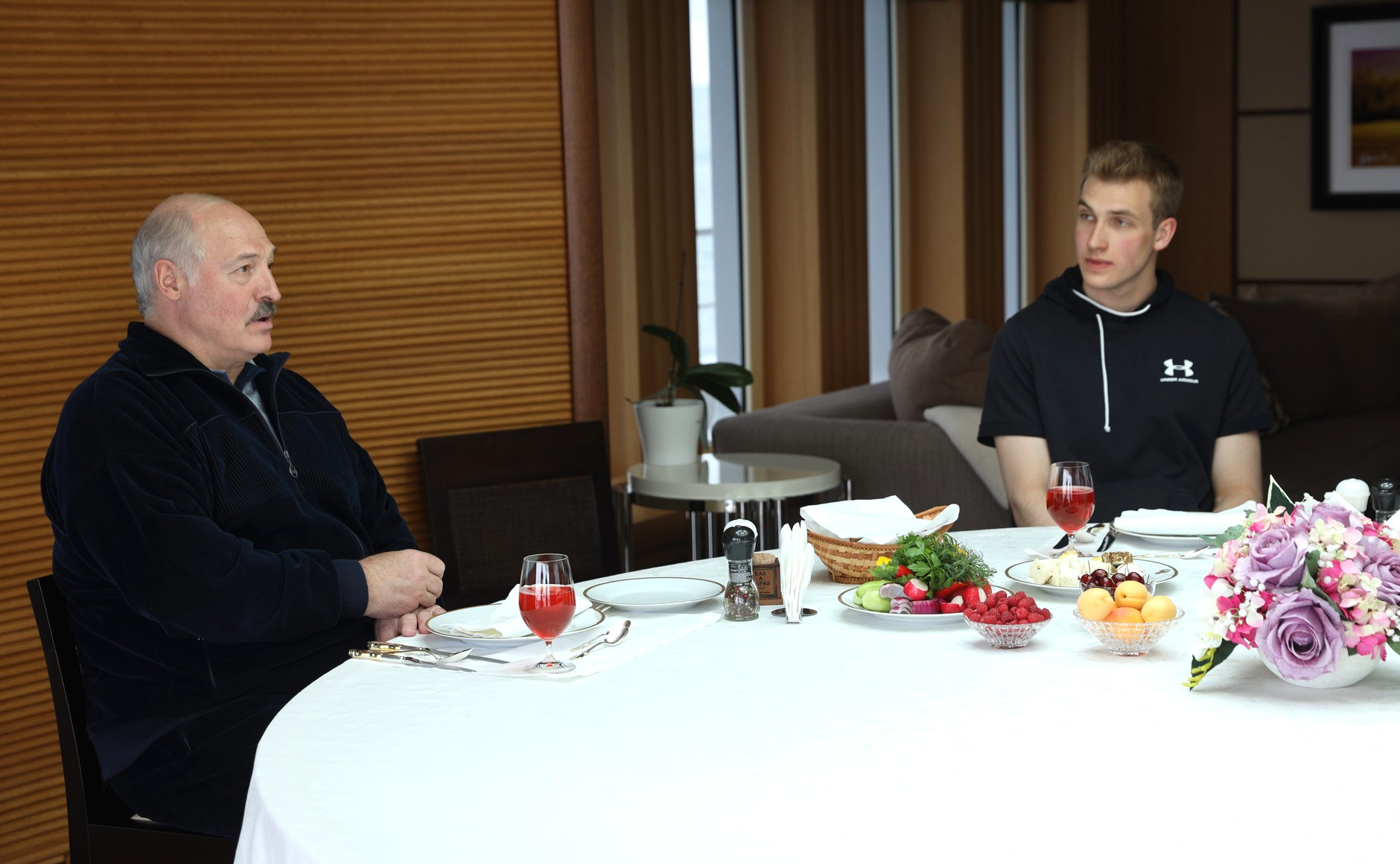
Mikalaj és édesapja egy vacsorán Vlagyimir Putyinnal, 2021-ben

Mikalaj 2008-ban jelent meg először a nyilvánosság előtt. Jelentős médiafigyelmet keltett, mivel apja, Aljakszandr Lukasenka elnök gyakran vitte magával hivatalos ünnepségekre és állami látogatásokra, többek között találkozott Hugo Chávez volt venezuelai elnökkel, Dmitrij Anatoljevics Medvegyev volt orosz elnökkel, XVI. Benedek pápával és Barack Obama volt amerikai elnökkel. További médiafigyelmet keltett 2013-ban, amikor Aljakszandr kijelentette, hogy fia Fehéroroszország elnöke lesz, ami számos találgatást váltott ki a sajtóban. 2015-ben Mikalaj 10 évesen részt vett az ENSZ Közgyűlésének ülésén. 2020 júniusában édesapjával együtt részt vett a moszkvai Vörös téren tartott győzelem napi felvonuláson.

## Magánélet
Mikalaj Lukasenka beszél oroszul és angolul, és tanul spanyolul. Zongoraleckéket 9 éves kora óta vesz.

## Fordítás
Ez a szócikk részben vagy egészben  a   Nikolai Lukashenko című angol Wikipédia-szócikk fordításán alapul.  Az eredeti cikk szerkesztőit annak laptörténete sorolja fel. Ez a jelzés csupán a megfogalmazás eredetét és a szerzői jogokat jelzi, nem szolgál a cikkben szereplő információk forrásmegjelöléseként.